# Rheobates
Rheobates là một chi động vật lưỡng cư trong họ Aromobatidae, thuộc bộ Anura. Chi này có 2 loài là Rheobates palmatus (Werner, 1899) và Rheobates pseudopalmatus (Rivero & Serna, 2000). Chúng không bị đe dọa tuyệt chủng.

## Hình ảnh

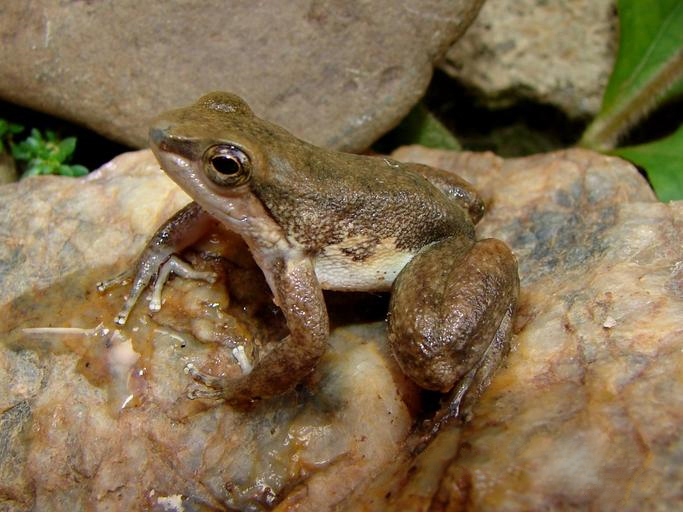